# ビューティフル・マインド
『ビューティフル・マインド』（A Beautiful Mind）は、2001年のアメリカ合衆国の伝記映画。
監督はロン・ハワード、出演はラッセル・クロウとジェニファー・コネリーなど。ノーベル経済学賞受賞の実在の天才数学者、ジョン・ナッシュの半生を描く物語。第74回アカデミー賞では作品賞・監督賞・助演女優賞・脚色賞を受賞し、第59回ゴールデングローブ賞では作品賞（ドラマ部門）・脚本賞・主演男優賞・助演女優賞を受賞した。

## ストーリー
1947年。ジョン・ナッシュはプリンストン大学院の数学科に入学した。生まれつき数学一筋で人付き合いの苦手なナッシュだが、ルームメイトの陽気なチャールズとは気が合った。「この世の全てを支配できる理論を見つけ出したい」とチャールズに打ち明けるナッシュ。ひとり研究に没頭したナッシュは、在学中に「ゲーム理論」という画期的な論文を書き上げ、指導教授を驚かせた。
輝かしい功績によって、研究者の憧れであるマサチューセッツ工科大学（MIT）のウィーラー研究所（Wheeler Lab）に採用されるナッシュ。世間的にも有名になり、雑誌の表紙に写真が載り、国防省の要請でソ連の暗号を読み解くなど、ナッシュは目覚ましい活躍を続けた。
そんなナッシュに接触する黒尽くめの男・パーチャー。国防総省のエージェントと名乗るパーチャーは、ナッシュを秘密の基地に案内し、スパイとしてスカウトしたいと打ち明けた。ナチス・ドイツが開発した携帯原子爆弾がソ連の手に渡り、アメリカ国内で使用される恐れがある。ナッシュの任務は、雑誌や新聞に隠されたソ連の暗号を解読し、爆弾の在り処を探ることだった。
MITの教え子であるアリシアと結婚し、順風満帆のナッシュ。だが次第に本来の仕事を忘れ、ソ連の暗号解読だけに没頭して行った。時にはパーチャーと共に敵に追われ、カーチェイスや銃撃戦も経験するナッシュ。
ナッシュの異変に気づく妻のアリシア。実はエージェントのパーチャーはナッシュの妄想だったのだ。長年の友であるチャールズすらも妄想だと知らされ、混乱するナッシュ。学生時代にルームメイトは存在しなかったのだ。
1959年、ナッシュは統合失調症と診断され、MIT職員を辞職。妻や生まれたばかりの息子と共に、母校プリンストン大学の近くに転居した。治療に明け暮れ、時には幻覚に支配されながら、大学の図書館で数学的思索を続けるナッシュ。長い年月をかけて、彼は徐々に大学の授業を担当できるほどに回復していった。
1994年、ナッシュにノーベル経済学賞が授与された。若き日の「ゲーム理論」が評価されたのだ。授賞式の日、ナッシュには、まだエージェントのパーチャーやルームメイトのチャールズが見えていた。それでも折り合って、数学者として生きて行くナッシュだった。

## キャスト
※括弧内は日本語吹替
- ジョン・ナッシュ: ラッセル・クロウ（牛山茂）
- ウィリアム・パーチャー: エド・ハリス（有本欽隆）
- アリシア・ナッシュ（英語版）: ジェニファー・コネリー（勝生真沙子）
- ローゼン医師: クリストファー・プラマー（家弓家正）
- チャールズ・ハーマン: ポール・ベタニー（後藤敦） - ジョンのルームメイト。
- リチャード・ソル: アダム・ゴールドバーグ（樫井笙人）
- マーティン・ハンセン: ジョシュ・ルーカス（青山穣）
- ベンダー: アンソニー・ラップ（真殿光昭）
- エインズリー・ニールソン: ジェイソン・グレイ＝スタンフォード
- ヘリンジャー: ジャド・ハーシュ（石森達幸）
- トマス・キング: オースティン・ペンドルトン（仲野裕）
- マーシー: ヴィヴィアン・カードン（矢島晶子） - チャールズの姪（妹の娘）。

## 実話との相違点
本作は高い評価を受けたが、史実と映画の間には違いがあり、これに関してはさまざまな指摘や批判がある。
- 映画ではナッシュは大学院の頃から統合失調症の幻覚に悩まされていたように描かれているが、実際にはその数年後になるまでそうした経験はしていなかった[要出典]。
- 作中でインスリン治療を受け激しく痙攣する場面があるが、実際には起こらない[要出典]。
- 伝記には描写があるが、映画ではナッシュがランド研究所（RAND）で同性愛関係を持ったことは描かれていない[3][4]。ナッシュ夫妻はともにナッシュが同性愛関係を持っていたことを認めていない[5]。
- ナッシュは看護師の女性との間に子どもをもうけているが、妊娠がわかった際にこの恋人を捨てており、これについても映画では描かれていない[6]。
- 10年間にわたり入退院を繰り返す間、妻アリシアが献身的に支えたことになっているが、実際は1963年に離婚している。1970年に、ナッシュは最後の入院から退院すると、元妻アリシアの住居に間借人として住んだ。1990年代には元の関係を取り戻し、2001年に本人同士で再婚した[4]。なお、2015年に夫妻が乗っていたタクシーが事故を起こし、その場で2人の死亡が確認された[7]。

## 作品の評価

### 映画批評家によるレビュー
Rotten Tomatoesによれば、批評家の一致した見解は「演技が優れている『ビューティフル・マインド』は感動的なラブストーリーであるとともに精神疾患に対する見方を啓発するものである。」であり、213件の評論のうち高評価は74%にあたる158件で、平均点は10点満点中7.2点となっている。
Metacriticによれば、33件の評論のうち、高評価は22件、賛否混在は9件、低評価は2件で、平均点は100点満点中72点となっている。

### 受賞歴
| 賞                         | 部門                     | 対象                                    | 結果       |
| -------------------------- | ------------------------ | --------------------------------------- | ---------- |
| 第74回アカデミー賞         | 作品賞                   |                                         | 受賞       |
| 第74回アカデミー賞         | 監督賞                   | ロン・ハワード                          | 受賞       |
| 第74回アカデミー賞         | 脚色賞                   | アキヴァ・ゴールズマン                  | 受賞       |
| 第74回アカデミー賞         | 主演男優賞               | ラッセル・クロウ                        | ノミネート |
| 第74回アカデミー賞         | 助演女優賞               | ジェニファー・コネリー                  | 受賞       |
| 第74回アカデミー賞         | 作曲賞                   | ジェームズ・ホーナー                    | ノミネート |
| 第74回アカデミー賞         | メイクアップ賞           | グレッグ・キャノム コリーン・キャラハン | ノミネート |
| 第74回アカデミー賞         | 編集賞                   | マイク・ヒル ダニエル・P・ハンリー      | ノミネート |
| 第59回ゴールデングローブ賞 | 作品賞（ドラマ部門）     |                                         | 受賞       |
| 第59回ゴールデングローブ賞 | 監督賞                   | ロン・ハワード                          | ノミネート |
| 第59回ゴールデングローブ賞 | 脚本賞                   | アキヴァ・ゴールズマン                  | 受賞       |
| 第59回ゴールデングローブ賞 | 主演男優賞               | ラッセル・クロウ                        | 受賞       |
| 第59回ゴールデングローブ賞 | 助演女優賞               | ジェニファー・コネリー                  | 受賞       |
| 第59回ゴールデングローブ賞 | 作曲賞                   | ジェームズ・ホーナー                    | ノミネート |
| 第55回英国アカデミー賞     | 作品賞                   |                                         | ノミネート |
| 第55回英国アカデミー賞     | 監督賞                   | ロン・ハワード                          | ノミネート |
| 第55回英国アカデミー賞     | 脚色賞                   | アキヴァ・ゴールズマン                  | ノミネート |
| 第55回英国アカデミー賞     | 主演男優賞               | ラッセル・クロウ                        | 受賞       |
| 第55回英国アカデミー賞     | 助演女優賞               | ジェニファー・コネリー                  | 受賞       |
| 第55回英国アカデミー賞     | デヴィッド・リーン監督賞 | ロン・ハワード                          | ノミネート |
| 第8回全米映画俳優組合賞    | キャスト賞               |                                         | ノミネート |
| 第8回全米映画俳優組合賞    | 主演男優賞               | ラッセル・クロウ                        | 受賞       |
| 第8回全米映画俳優組合賞    | 主演女優賞               | ジェニファー・コネリー                  | ノミネート |